# Roland Duhamel

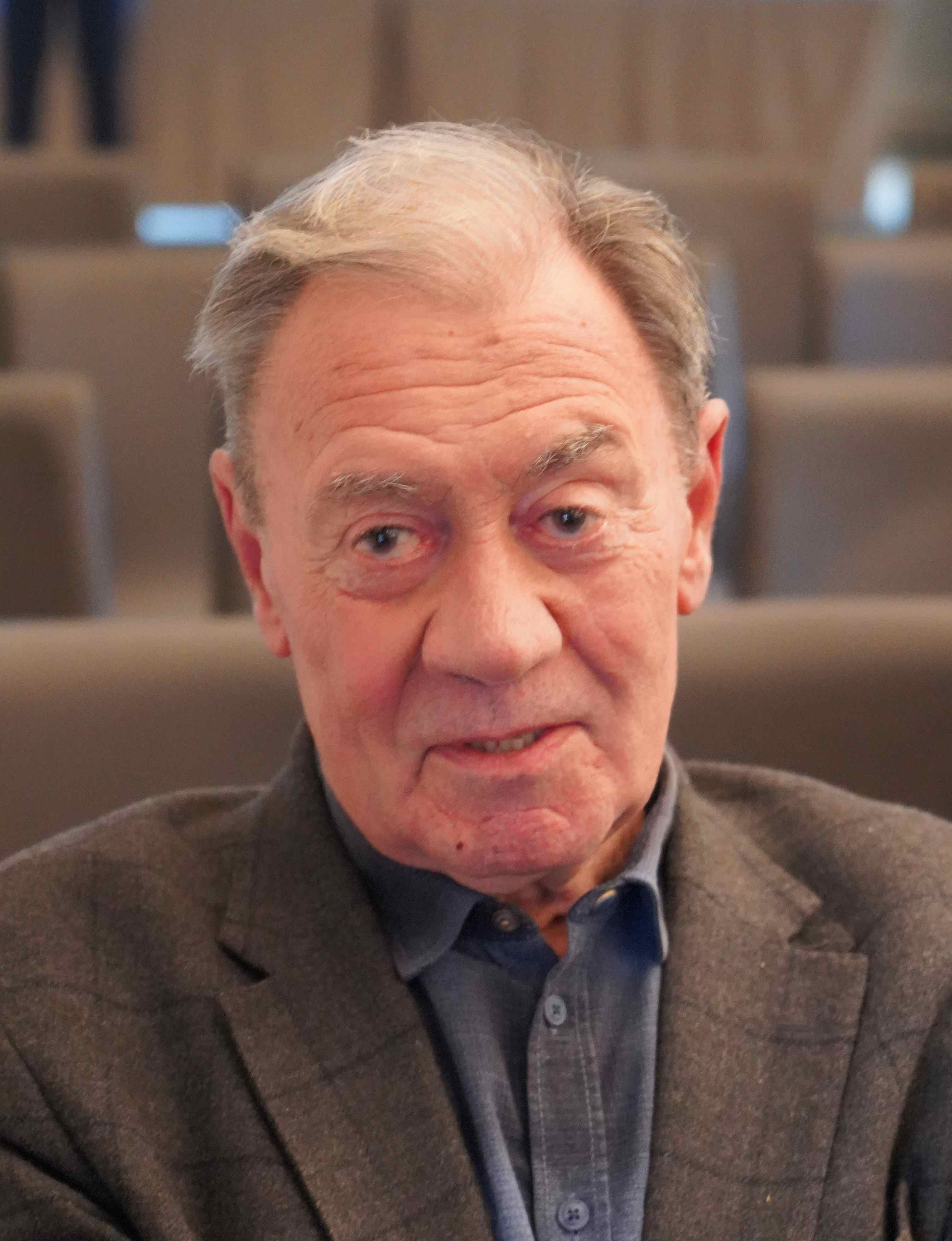
Roland Duhamel

Roland Hendrik Richard Nestor Duhamel (* 28. Februar 1943 in Roeselare) ist ein belgischer Literaturwissenschaftler auf dem Gebiet der deutschen und österreichischen Literatur, Kulturphilosoph, Didaktiker für Deutsch als Fremdsprache und Verfechter der Mehrsprachigkeit.

## Ausbildung
Duhamel studierte Germanistik, niederländische Sprache und Literatur sowie englische Sprache und Literatur an der Universität Gent. Er schloss das Studium 1964 mit einer Arbeit über Arthur Schnitzler ab. 1968 und 1969 studierte er unter anderem am Fachbereich Philosophie der Katholieke Universiteit Leuven sowie 1974 und 1975 als Alexander-von-Humboldt-Stipendiat Semiotik und Informationstheorie an der Universität Stuttgart. Nach einem vierjährigen, vom Nationaal Fonds voor Wetenschappelijk Onderzoek bewilligten Forschungsstipendium wurde er 1972 an der Universität Gent mit einer Dissertation über Nietzsches Artistenmetaphysik (später herausgegeben als Duhamel 1979) promoviert.

## Laufbahn und Wirken
Nach Lehraufträgen an verschiedenen Hochschulen wurde Duhamel 1975 an die Universität Antwerpen berufen. 1985 avancierte er zum Professor und 1990 zum Ordinarius. Seine Lehrtätigkeit umfasste deutsche Literatur und die Didaktik von Deutsch als Fremdsprache. 1991 gründete er an der Universität Antwerpen das heute noch existierende Österreich-Zentrum. 2008 wurde er emeritiert.
Von 1977 bis 2012 war er Vorsitzender des Belgischen Germanisten- und Deutschlehrerverbandes; heute ist er Ehrenpräsident. Mit der Unterstützung der deutschen Botschaft gründete er 1990 die Stiftung zur Förderung von Deutsch als Fremdsprache in Belgien, die er bis 2015 leitete.
Seit 2006 sitzt er dem Wissenschaftlichen Beirat des Vereins Deutsche Sprache (Kamen) vor. Außerdem ist er 2015 bis heute Zweiter Vorsitzender dieser Vereinigung.
Seit 2019 ist er Jurymitglied, seit 2022 Vorsitzender des Stiftungspreises Wilhelm Busch (Kamen).